# Царство за портьерой
«Царство за портьерой» или «Правление за занавесью» (иер. трад. 垂簾聽政, кант.-рус.: Чуй лянь тин чжэн, англ. Reign Behind a Curtain) — гонконгская историческая драма 1983 года, режиссёр Ли Ханьсян. Главные роли в фильме исполнили Лю Сяоцин, Тони Люн Ка-фай, Хон Кван и Чен Йе.
Картина получила 8 номинаций на 3-й Гонконгской кинопремии. Тони Люн Ка-фай получил главный приз в номинации «Лучшая мужская роль», а Сун Хун-Винг — «Лучшая работа художника».

## Сюжет
События картины разворачиваются вокруг Великой императрицы цинского Китая Цыси, которая становится самым влиятельным человеком в стране. На своём пути она ликвидирует всех политических врагов, не считаясь ни с чем. 48-летнее правление Цыси стало катастрофой для государства.

## В ролях
- Лю Сяоцин[англ.] — Цыси
- Тони Люн Ка-фай — Сяньфэн
- Хон Кван[кит.] — Айсиньгьоро Сушунь
- Чен Йе — Цыань
- Чжан Тиелин[англ.] — Айсиньгьоро Исинь
- Вонг Пуи — Айсиньгьоро Дуаньхуа
- Чоу Кит — Супруга Чжуанцзин[англ.]

## Награды и номинации
| Награды                    | Награды                    | Награды                 | Награды   |
| Кинопремия                 | Категория                  | Лауреат / претендент    | Результат |
| -------------------------- | -------------------------- | ----------------------- | --------- |
| 3-я Гонконгская кинопремия | Лучший фильм               | Царство за портьерой    | Номинация |
| 3-я Гонконгская кинопремия | Лучшая режиссёрская работа | Ли Ханьсян              | Номинация |
| 3-я Гонконгская кинопремия | Лучшая женская роль        | Лю Сяоцин               | Номинация |
| 3-я Гонконгская кинопремия | Лучшая мужская роль        | Тони Люн Ка-фай         | Победа    |
| 3-я Гонконгская кинопремия | Лучший сценарий            | Ли Ханьсян, Юнг Чюн-Бан | Номинация |
| 3-я Гонконгская кинопремия | Лучший новый актёр         | Тони Люн Ка-фай         | Номинация |
| 3-я Гонконгская кинопремия | Лучшая операторская работа | Ян Линь, Боб Томпсон    | Номинация |
| 3-я Гонконгская кинопремия | Лучшая работа художника    | Сун Хун-Винг            | Победа    |